# ヴィシュニャ型情報収集艦
ヴィシュニャ型情報収集艦（ヴィシュニャがたじょうほうしゅうしゅうかん Vishnya class AGI）は、ソヴィエト/ロシア海軍の情報収集艦である。防衛省では、「シュ」を「シ」、「型」を「級」としたヴィシニャ級情報収集艦と表記している。
ヴィシュニャ型はNATOコードネームであり、ソ連海軍の計画名は864型二等中型偵察艦（Проект 864）である。

## 設計
ソ連海軍が初めて情報収集任務専用に設計したバルザム型情報収集艦をさらに大型化したタイプとして建造された。艦体は大型化。レードームは小型ながらも1基が追加され、マストも大型化されている。武装も、AK-630Mがバルザム級の1基から2基に増加している。

## 運用
ヴィシュニャ型情報収集艦は7隻全てがポーランド人民共和国のグダニスク・ヴェステルプラッテの英雄たち記念北造船所で建造された。1986年7月、「SSV-520 メリディアン」は、まだレードームを搭載していない試験航海中にもかかわらず、北大西洋条約機構の軍事演習「ノーザン・ウェディング86」に堂々と現れ、西側諸国の度肝を抜いた。その後、ソビエト連邦の崩壊後に他の艦艇が続々と退役や予備役編入に陥る中で、現在も全艦が運用されており、ロシア海軍の情報収集艦の主力となっている。
後継艦として、4,000トン級の18280型情報収集艦がある。1番艦「ユーリ・イワノフ」は2004年に起工し、2014年末にロシア海軍に引き渡された。2番艦「イワン・フルス」も2013年に起工されている。
また日本近海にも来ており、対馬海峡、宗谷海峡を航行していることが海上自衛隊により判明している。

## 同型艦

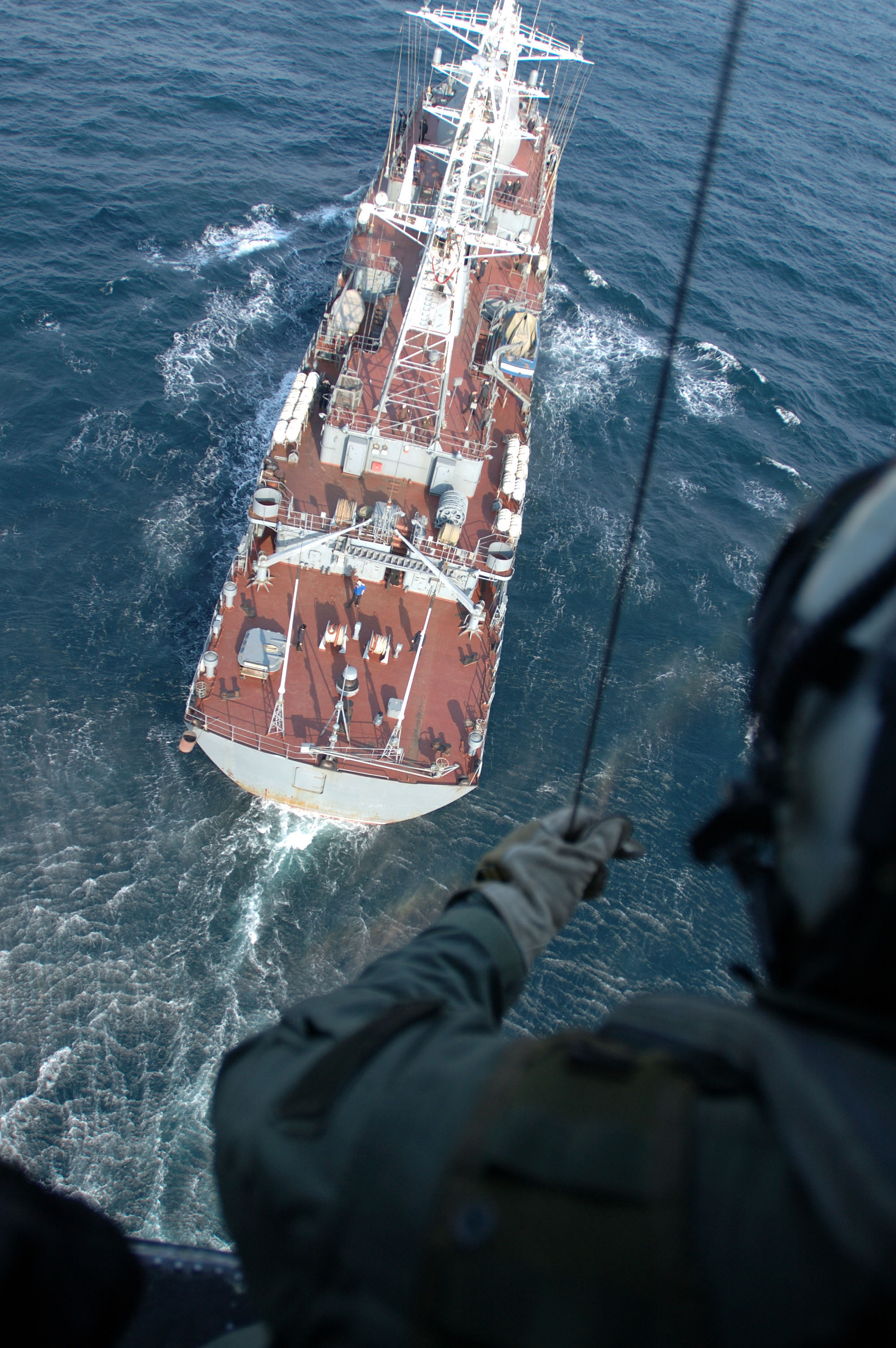
上空から見た「クリールィ」（2005年）

| 艦番号  | 名称           | 竣役年         | 建造所                | 所属       |
| ------- | -------------- | -------------- | --------------------- | ---------- |
| SSV-169 | タヴリヤ       | 1986年         | ポーランド グダニスク | 北方艦隊   |
| SSV-175 | オドグラフ     |                | ポーランド グダニスク | 黒海艦隊   |
| SSV-201 | プリアゾヴィエ |                | ポーランド グダニスク | 黒海艦隊   |
| SSV-520 | メリディアン   |                | ポーランド グダニスク | バルト艦隊 |
| SSV-535 | カレリヤ       | 1986年7月5日   | ポーランド グダニスク | 太平洋艦隊 |
| SSV-208 | クリルィ       | 1987年10月16日 | ポーランド グダニスク | 太平洋艦隊 |
| SSV-231 | ペレンガートル |                | ポーランド グダニスク | バルト艦隊 |

## 参考資料
1. ↑  “■沖ノ鳥島の接続水域をロシア艦が航行”. 世界の艦船.  海人社 (2022年7月22日). 2023年6月2日閲覧。
2. ↑  “ロシア海軍艦艇の動向について”. 統合幕僚監部.  防衛省 (2023年3月27日). 2023年7月4日閲覧。
3. ↑  「海外艦艇ニュース ロシアの新型情報収集艦ユーリ・イワノフが就役」 『世界の艦船』第814集（2015年4月特大号） 海人社
4. ↑  ロシア海軍艦艇の動向について　統合幕僚監部（2024年11月12日） (PDF)
5. ↑  ロシア海軍艦艇の動向について　統合幕僚監部（2025年6月9日） (PDF)